# Hemipeplus gounellei
Hemipeplus gounellei är en skalbaggsart som beskrevs av Antoine Henri Grouvelle 1896. Hemipeplus gounellei ingår i släktet Hemipeplus och familjen Mycteridae. Inga underarter finns listade i Catalogue of Life.